# Lợi Bình Nhơn
Lợi Bình Nhơn là một xã thuộc thành phố Tân An, tỉnh Long An, Việt Nam.

## Địa lý
Xã Lợi Bình Nhơn nằm ở phía tây thành phố Tân An, có vị trí địa lý:
- Phía đông giáp Phường 6
- Phía tây giáp huyện Thủ Thừa và tỉnh Tiền Giang
- Phía nam giáp phường Khánh Hậu và tỉnh Tiền Giang
- Phía bắc giáp xã Hướng Thọ Phú.

Xã Lợi Bình Nhơn có diện tích 12,01 km², dân số năm 2022 là 12.090 người, mật độ dân số đạt 1.006 người/km².

## Hành chính
Xã Lợi Bình Nhơn được chia thành 7 ấp: Bình An A, Bình An B, Cầu Tre, Ngãi Lợi A, Ngãi Lợi B, Rạch Chanh, Xuân Hòa.

## Lịch sử
Sau năm 1975, Lợi Bình Nhơn là một xã thuộc huyện Thủ Thừa.
Ngày 11 tháng 3 năm 1977, Hội đồng Chính phủ ban hành Quyết định số 54-CP về việc thành lập huyện Bến Thủ trên cơ sở huyện Bến Lức và huyện Thủ Thừa. Khi đó, xã Lợi Bình Nhơn thuộc huyện Bến Thủ.
Ngày 14 tháng 1 năm 1983, Hội đồng Bộ trưởng ban hành Quyết định số 05-HĐBT về việc sáp nhập xã Lợi Bình Nhơn thuộc huyện Bến Thủ vào thị xã Tân An.
Ngày 19 tháng 5 năm 1998, Chính phủ ban hành Nghị định số 32/1998/NĐ-CP về việc thành lập Phường 6 trên cơ sở điều chỉnh 697 ha diện tích tự nhiên và 7.554 người của xã Lợi Bình Nhơn.
Sau khi điều chỉnh địa giới hành chính, xã Lợi Bình Nhơn còn lại 1.247 ha diện tích tự nhiên và 8.278 người.
Ngày 24 tháng 8 năm 2009, Chính phủ ban hành Nghị quyết số 38/NQ-CP về việc thành lập thành phố Tân An thuộc tỉnh Long An. Xã Lợi Bình Nhơn trực thuộc thành phố Tân An.